# Кормен, Томас
Томас Ко́рмен — профессор, американский специалист по компьютерным наукам, преподаёт в Дартмутском колледже. Также занимает место директора по написанию программ (Writing Program) в этом учреждении. Кормен получил степень бакалавра в Принстоне (1978), магистра (1986) и доктора философии (1992) в Массачусетском технологическом институте. Вместе с Чарльзом Лейзерсоном, Рональдом Ривестом и Клиффордом Штайном он — соавтор знаменитой в среде программистов книги «Алгоритмы: построение и анализ».